# Beňuška
Beňuška (1542 m) – szczyt w Niżnych Tatrach na Słowacji. Wznosi się w ich wschodniej części, w tzw. Kráľovohoľskich Tatrach, w bocznym grzbiecie oddzielającym dolinę Štiavnička od doliny Hronu.
Jest to jeden z wyższych szczytów Kráľovohoľskich Tatr. Od północno-wschodniej strony sąsiaduje z bezimiennym wierzchołkiem 1434 m, od południowo-zachodniej z Kečką (1529 m). Beňuška i Kečka położone są blisko siebie i oddzielone bardzo płytką przełączką, tak, że tworzą jeden masyw. Od Beňuški w zachodnim kierunku odchodzi krótki grzbiet oddzielający dwie dolinki będące odgałęzieniami Štiavnički: Široká dolina i Báchlač. Południowo-wschodnie zbocza Beňuški opadają do Beňušskiej doliny.
Beňuškę porasta las, jedynie na szczycie znajduje się niewielka polana. W 2019 roku duża część zboczy jest bezleśna. Są to skutki wielkiej wichury, która powaliła las. Tylko najwyższe partie szczytu znajdują się w obrębie Parku Narodowego Niżne Tatry, większa część stoków jest poza granicami parku.

## Turystyka
Przez szczyt prowadzi zielony szlak. Z powodu  wielkich wiatrołomów ze szlaku tego roztacza się szeroka panorama widokowa.
  Sedlo za Lenivou – Beňuška – Kečka – Beňuš. Odległość 9,7 km, suma podejść 204 m, suma zejść 1024 m, czas przejścia 3,05 h (z powrotem 3,50 h)